# Tom Price (canottiere)
Thomas Steele Price, detto Tom (28 maggio 1933), è un ex canottiere statunitense.

## Palmarès

### Olimpiadi
- 1 medaglia:
  - 1 oro (Helsinki 1952 nel due senza)